# Gorâni
Gorâni – wieś w Rumunii, w okręgu Buzău, w gminie Odăile. W 2011 roku liczyła 14 mieszkańców.